# World Rugby
World Rugby — главная руководящая организация в регби (регби-15) и регби-7. Такое название международная федерация получила в ноябре 2014 года; до того она называлась International Rugby Board (IRB, Международный совет регби) — с 1998 по 2014 год и International Rugby Football Board (Международный совет регби-футбола) — с момента основания в 1886 году до 1998 года.
Изначально в состав органа вошли представители трёх регбийных союзов — Ирландии, Уэльса и Шотландии. Английский регбийный союз участвует в деятельности органа с 1890 года. Своё нынешнее название совет получил в 1998 году. Штаб-квартира органа расположена в Дублине, Ирландия.
В состав совета входят 114 постоянных и 18 ассоциированных членов. Организация осуществляет проведение чемпионата мира — наиболее прибыльного состязания в мире регби.

## История

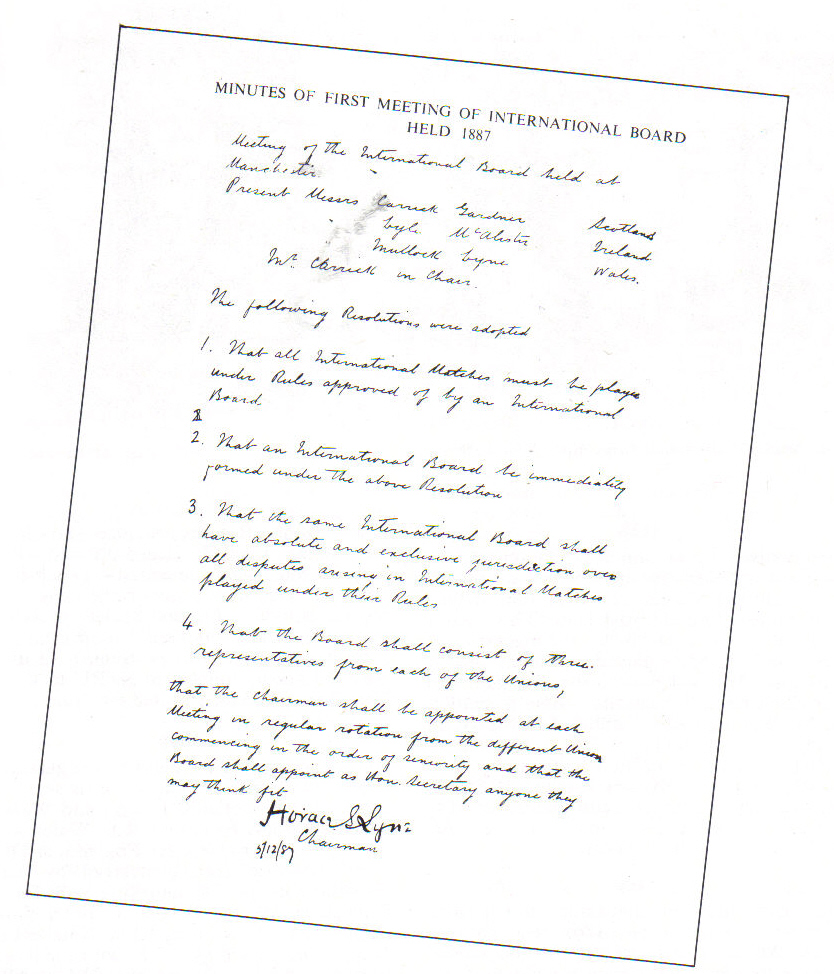
Протокол первого формального заседания совета, в состав которого вошли Лайл, Макалистер (Ирландия), Маллок и Лайн (Уэльс), Кэррик, Гарднер (Шотландия)

До 1885 года правила регби-15 публиковались в Англии как стране-основательнице вида. Однако спорный эпизод в матче между сборными Англии и Шотландии, проходившем в рамках Кубка домашних наций 1884 года привёл к отказу шотландцев участвовать в следующем розыгрыше Кубка. В результате регбийные союзы Ирландии, Уэльса и Шотландии пришли к соглашению о формировании международного органа, которым будут утверждаться единые правила игры. Первая встреча сторон прошла в Дублине в 1886 году, однако решение по формальным правилам не было достигнуто. Следующее заседание прошло в Манчестере в декабре 1887 года, где были подписаны четыре первых нормы нового совета. Английские чиновники отказались принимать участие в договоре, так как их не удовлетворила предлагаемая советом степень их участия в принятии решений. Кроме того, Английский регбийный союз отказался признавать совет в качестве конституирующего органа. Это привело к запрету на участие в международных играх с Англией. Таким образом, члены совета не встречались с английскими сборными в 1888 и 1889 годах В 1890 году Англия присоединилась к совету, получив шесть голосов, в то время как остальные участники обладали всего двумя. В том же году советом были опубликованы первые международные правила регби-15.
В 1893 году совету пришлось столкнуться с разделением регби на любительское и профессиональное крыло, которое стало известно как Великий раскол (англ. Great Schism). После притока в игру представителей пролетариата клубы начали компенсировать игрокам доходы, не полученные ими на основном рабочем месте. Союз графства Камберленд подал жалобу на конкурирующий клуб, использовавший финансовые стимулы для привлечения игроков. Ведущие клубы Ланкашира и Йоркшира заявили, что покинут Регбийный союз, если тот прибегнет к взысканиям. В результате 22 клуба из указанных графств вышли из союза и сформировали новую организацию — Северный союз регби-футбола. Утверждённые организацией правила привели к созданию нового вида регби, известного ныне как регбилиг.
В 1911 году число голосов Англии было сокращено с шести до четырёх. В 1948 году произошло расширение совета: его состав пополнили представители Австралийского, Новозеландского и Южноафриканского союзов, получив по одному голосу. Тогда же Англия лишилась ещё двух голосов и таким образом была уравнена в правах с остальными ассоциациями Британских островов. В 1958 году союзы стран Южного полушария получили по дополнительному голосу каждый. Французская федерация вошла в состав совета в 1978 году, в 1991 году география организации была расширена за счёт представителей Аргентины, Канады, Италии и Японии.
Предполагается, что в конце 1950-х годов в совете возникла инициатива проведения мирового чемпионата. В 1983 году Австралия и Новая Зеландия подали заявки на проведение подобного состязания. В следующем году руководство совета организовало проведение исследования о возможности реализации проекта. Год спустя прошла встреча в Париже, и впоследствии члены совета проголосовали за проведение турнира. Голос ЮАР привёл к равновесию сторон, затем английский и валлийские изменили своё решение. В итоге «за» высказались 10 членов против 6.

## Члены
В состав совета входят 99 постоянных и 20 ассоциированных членов, каждый из которых также принадлежит одному из шести региональных союзов. Процесс присоединения к совету предусматривает четыре стадии:
1. Национальная ассоциация подаёт заявку о присоединении к региональному союзу в качестве ассоциированного члена.
2. При соблюдении всех критериев, в том числе годичного пребывания в статусе ассоциированного члена, национальная ассоциация получает полное представительство.
3. Участие в деятельности регионального союза в течение двух лет позволяет стране стать ассоциированным членом Международного совета. В этом качестве сборная страны может участвовать во всех турнирах, проводимых советом, кроме Чемпионата мира.
4. Через два года после утверждения статуса ассоциированного члена национальная ассоциация может стать полноправным участником совета.

### Региональные союзы
Шесть региональных союзов субординированы Международному совету и способствуют развитию регби-15 и регби-7 по всему миру. Из вышесказанного следует, что не все члены региональных союзов являются членами Международного совета. Ниже представлен список полноправных и ассоциированных членов региональных ассоциаций, а также год их присоединения к Международному совету. Ассоциированные члены выделены курсивом. Данные приведены на январь 2024 года.

#### Африка
21 полноценных и 6 ассоциированных членов
- Алжир (2019)
- Ботсвана (1994)
- Буркина-Фасо (2018)
- Бурунди (2004)
- Гана (2004)
- ДР Конго (2022)
- Египет (2022)
- Замбия (1995)
- Зимбабве (1987)
- Камерун (1999)
- Кения (1990)
- Кот-д’Ивуар (1988)
- Лесото (2022)
- Маврикий (2009)
- Мадагаскар (1998)
- Мали (2004)
- Марокко (1988)
- Намибия (1990)
- Нигерия (2001)
- Руанда (2004)
- Сенегал (1999)
- Танзания (2004)
- Того (2004)
- Тунис (1988)
- Уганда (1997)
- Эсватини (1998)
- ЮАР (1949)

#### Азия
22 постоянных и 5 ассоциированных членов
- Бруней (2013)
- Гонконг (1988)
- Гуам (1988)
- Индия (1999)
- Индонезия (2013)
- Иордания (2020)
- Иран (2010)
- Казахстан (1997)
- Катар (2020)
- Китай (1997)
- Китайский Тайбэй (1988)
- Кыргызстан (2004)
- Лаос (2004)
- Ливан (2018)
- Малайзия (1988)
- Монголия (2004)
- Непал (2020)
- ОАЭ (2012)
- Пакистан (2008)
- Сингапур (1989)
- Сирия (2022)
- Таиланд (1989)
- Узбекистан (2004)
- Филиппины (2008)
- Шри-Ланка (1988)
- Южная Корея (1988)
- Япония (1987)

#### Европа
38 постоянных и 3 ассоциированных члена
- Австрия (1992)
- Азербайджан (2004)
- Англия (1890)
- Андорра (1991)
- Бельгия (1988)
- Болгария (1992)
- Босния и Герцеговина (1996)
- Венгрия (1991)
- Германия (1988)
- Грузия (1992)
- Дания (1988)
- Израиль (1988)
- Ирландия (1886)
- Испания (1988)
- Италия (1987)
- Кипр (2014)
- Латвия (1991)
- Литва (1992)
- Люксембург (1991)
- Мальта (2000)
- Молдова (1994)
- Монако (1998)
- Нидерланды (1988)
- Норвегия (1993)
- Польша (1988)
- Португалия (1988)
- Россия (1990)
- Румыния (1987)
- Сербия (1988)
- Словакия (2016)
- Словения (1996)
- Турция (2020)
- Украина (1992)
- Уэльс (1886)
- Финляндия (2001)
- Франция (1978)
- Хорватия (1992)
- Чехия (1988)
- Швейцария (1988)
- Швеция (1988)
- Шотландия (1886)

#### Северная Америка
12 постоянных и 1 ассоциированных члена
- Багамские острова (1994)
- Барбадос (1995)
- Бермудские острова (1992)
- Британские Виргинские острова (2001)
- Гайана (1995)
- Каймановы острова (1997)
- Канада (1987)
- Мексика (2006)
- Сент-Винсент и Гренадины (2000)
- Сент-Люсия (1996)
- США (1987)
- Тринидад и Тобаго (1992)
- Ямайка (1996)

#### Южная Америка
9 постоянных и 2 ассоциированных члена
- Аргентина (1987)
- Бразилия (1995)
- Венесуэла (1998)
- Гватемала (2016)
- Колумбия (1999)
- Коста-Рика (2014)
- Панама (2020)
- Парагвай (1989)
- Перу (1999)
- Уругвай (1989)
- Чили (1991)

#### Океания
11 постоянных членов
- Австралия (1949)
- Американское Самоа (2012)
- Вануату (1999)
- Ниуэ (1999)
- Новая Зеландия (1949)
- Острова Кука (1995)
- Папуа — Новая Гвинея (1993)
- Самоа (1988)
- Соломоновы острова (1999)
- Тонга (1987)
- Фиджи (1987)

### Группы и уровни
Все национальные союзы, входящие в состав Совета, подразделяются на четыре группы (англ. bands), соответствующие уровню развития регби в той или иной стране и стратегии развития самого Совета:
- «Игра высокого уровня» (англ. High Performance) включает 18 стран:
  - участники Кубка шести наций  Англия,  Ирландия,  Италия,  Уэльс,  Франция и  Шотландия;
  - участники Чемпионата регби  Австралия,  Аргентина,  Новая Зеландия,  ЮАР;
  - участники Кубка тихоокеанских наций  Самоа,  Тонга,  Фиджи,  Япония;
  -  Грузия,  Канада,  Румыния и  США.
- «Игра приемлемого уровня» (англ. Performance) включает 6 стран:
  -  Испания,  Намибия,  Португалия,  Россия и  Уругвай.
- «Целевые» (англ. Targeted) страны:
  -  Германия,  Индия,  Китай,  Мексика.
- Все оставшиеся союзы относятся к группе «развивающихся» (англ. Development).

Ранее также использовалась система уровней или ярусов (англ. tiers):
- Уровень 1 включает участников Кубка шести наций и Чемпионата регби.
- Уровень 2 включает оставшиеся сборные «высокого уровня».
- Уровень 3 включает оставшиеся сборные.

## Руководство — Исполнительный совет и Исполнительный комитет
В Исполнительный совет входят 28 специалистов. Шестнадцать из них представляют восемь «союзов-основателей»: Шотландиский, Ирландский, Валлийский, Английский, Австралийский, Новозеландский, Южноафриканский и Французский. Четыре ассоциации (Аргентина, Канада, Италия и Япония) представлены одним членом. Ещё шесть голосов принадлежат представителям региональных ассоциаций (Европа, Северная Америка и Вест-Индия, Южная Америка, Африка, Азия и Океания). Правом голоса также обладают Председатель и его заместитель. Исполнительный совет созывается два раза в год.
На данный момент Председателем Международного совета регби является Бернан Лапассе, в прошлом возглавлявший Французскую федерацию регби. Он был избран на пост Совета 19 октября 2007 года на заседании Исполнительного совета и вступил в должность 1 января следующего года. В декабре 2011 года Лапассе был переизбран на второй срок, который истекает в 2016 году.
10 членов избираются в состав Исполнительного комитета. Комитет возглавляют Лапассе и его заместитель Ореган Хоскинс. Майк Миллер, генеральный директор IRB, также принимает участие в деятельности комитета.
Представители обоих органов встречаются в рамках Главного совещания (англ. General Meeting) каждые два года. Региональные встречи проводятся с установленным интервалом.

### Экс-председатели
- Вернон Пью: 1994—2002.
- Сид Миллар: 2002—2007.

## Олимпийские игры
Регби-15 был представлен в программе летних Олимпийских игр четырежды. Победителем последнего турнира в рамках игр, прошедшего в 1924 году, стала сборная США. Ещё один раз турнир по регби-юнион проводился в качестве демонстрационного. В последнее время Совет прилагает значительные усилия для возвращения большого регби в программу Олимпиад. Чиновники от регби настаивают на полном соответствии вида критериям МОК, особенно в свете включения в программу регби-7.
Главным препятствием на этом пути является обязательный семидневный перерыв между матчами, предусматриваемый правилами Совета. Так как программа летних Олимпиад проходит в течение 16 дней с небольшими пролонгациями для некоторых дисциплин (например, футбола), вмещение регбийного турнира представляется практически невозможным. Ограничение Совета не распространяется на регби-7, так как длина матча составляет 14 минут (20 минут в финальных встречах), в то время как один матч регби-15 длится 80 минут. Все мероприятия Мировой серии по регби-7, в которых принимают участие по меньшей мере 16 сборных, могут быть проведены за один уикенд.
Совет стал признанной международной федерацией (англ. Recognised International Federation) МОК в 1995 году. Подписание соответствующего соглашения прошло при участии Хуана Антонио Самаранча перед матчем между сборными Уэльса и ЮАР в Кардиффе.
Глобальный статус регби подтверждается проведением мужских соревнований в более чем ста странах и женских в более чем пятидесяти. Турниры по регби-7 могут проводиться на одной арене, причём их организация достаточно недорогая. Кроме того, совет сотрудничает с ВАДА. Состязания по регби-7 пользуются успехом и на мультидисциплинарных форумах. К примеру, на Играх Содружества в Мельбурне (2006) был установлен рекорд всех времён по посещаемости матчей регби-7.
В результате совет подал заявку о включении регби-7 в программу летних Олимпийских игр. Инициатива была одобрена МОК, и первый олимпийский турнир по регби-7 состоялся в Рио-де-Жанейро в 2016 году.

## Финансирование

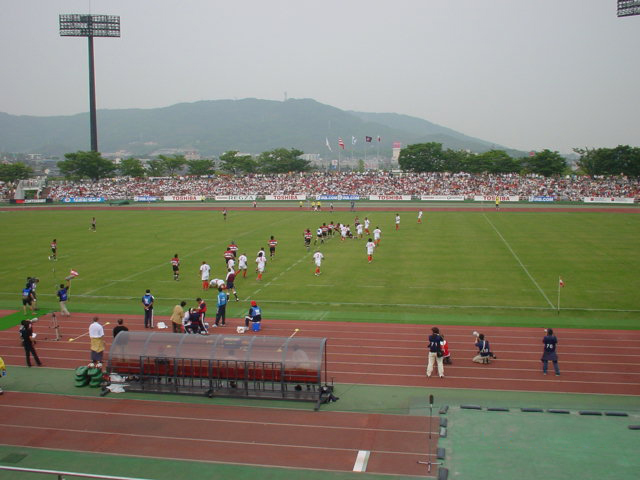
Япония и Тонга играют в Кубке тихоокеанских наций, 2006 год

Недавно совет оказал командам Канады, Румынии, Самоа, США, Тонга, Фиджи и Японии помощь в размере £18,6 миллионов. Аргентина также получит финансирование, предназначенное для поддержания высокого уровня игры в стране. Деньги, основным источником которых является прибыль от проведения Чемпионатов мира, были выделены для преодоления увеличивающегося разрыва между командами первого и второго эшелона. Как правило, на подобные цели выделяется £10,12 миллионов. В 2006 году были запущены три новых международных турнира:
- Кубок тихоокеанских наций (Самоа, Тонга, Фиджи, Япония, команды «А» Австралии и Новой Зеландии, юниорская сборная Новой Зеландии);
- Тихоокеанский кубок регби (по две клубные команды от Самоа, Тонга и Фиджи);
- «Северная Америка — 4» (по две клубные команды от Канады и США).

В апреле 2006 года было объявлено, что команды третьего эшелона (Грузия, Португалия, Россия и Тунис) станут приоритетными объектами финансирования в течение ближайших трёх лет. Программа нацелена на усиление конкуренции в международном регби.
В 2009 году «Северная Америка — 4» была заменена Регбийным кубком Америк, в котором также участвуют клубы Южной Америки. В турнире участвуют четыре команды из провинций Канады Британской Колумбии и Онтарио, региональная команда из Атлантической Канады и Квебека, региональная команда из Прерий, аргентинские Jaguars и американские USA Select XV.

## Правила
Правила регби регулируются специальным комитетом, созданным по решению Исполнительного совета. На данный момент его возглавляет Билл Бьюмонт. Ответственность за внедрение правил на местах лежит на национальных ассоциациях. Официальные правила игры публикуются на английском, испанском, русском и французском языках. Своды правил для игроков моложе 19 лет и для турниров по регби-7 отличаются от основного документа. Всего существует 21 предписание совета. Эти положения регулируют дефиниции некоторых терминов, права на некоторые позиции, рекламные и дисциплинарные аспекты, вопросы антидопинговой политики некоторые другие сферы игры. Совет также санкционирует использование экипировки, которая проверяется в сппециальной тестовой палате (англ. Approved Testing House).

### Экспериментальные поправки
В 2006 году совет выдвинул несколько поправок к правилам, которые впервые были внедрены в Университете Стелленбоша (ЮАР). Дальнейшие экспериментальные периоды были назначены на 2007 и 2008 годы. Поправки должны были сместить баланс игры в сторону атаки, а также сократить остановки, связанные с нарушениями и штрафными.

## Антидопинг
Совет сотрудничает с ВАДА. Программа совета по борьбе с допингом включает тестирования в регби-15 и регби-7 на взрослом уровне, а также в соревнованиях для регбистов до 21 и до 19 лет. Тестирование проходит как во время мероприятий, организуемых советом, так и в любой другой момент. В 2003 году, когда проходил Чемпионат мира, различными структурами совета и младших организаций взято около 3000 проб. Антидопинговая кампания проходит под девизом «Держите регби в чистоте» (англ. Keep Rugby Clean). Запущенная менеджеров совета по антидопинговой политике Тимом Рикеттсом программа нашла поддержку таких звёзд игры, как Брайан О’Дрисколл.

## Мировой рейтинг
Совет публикует Мировой рейтинг мужских национальных сборных команд. Проект стартовал в октябре 2003 н. вместе с розыгрышем Чемпионата мира. Рейтинг составляется на базе системы Points Exchange, когда сборные «отнимают» друг у друга баллы в результате очных встреч. На разработку системы ушло несколько лет исследований. При составлении первых редакций использовалась большая база данных международных матчей (начиная с 1871 года).
Объективность такого рейтинга обеспечивается набором методов, в числе которых учёт текущей силы команд и изменений в качестве их игры. Система учитывает преимущество домашних команд: принимающая сторона получает три дополнительных очка в рейтинге, что позволяет уменьшить отдачу от победы и сделать поражение более чувствительным.
Если сборная не играет в течение нескольких лет, она исключается из рейтинга. В случае возвращения страна продолжает участие в рейтинге с теми же параметрами. Если происходит разделение и слияние государств, новые сборные наследуют максимальное место предшественника в рейтинге.
Сейчас все официальные международные матчи оцениваются одинаково, вне зависимости от их соревновательного или товарищеского характера. Единственное исключение — чемпионат мира.

## Награды
Награды совета присуждаются с 2001 года за выдающиеся достижения в мире регби. До 2009 года победители объявлялись на специальной ежегодной церемонии. Однако финансовая рецессия конца 2000-х годов привела к сокращению формата мероприятия. В 2009 и 2010 годах на церемонии вручались призы только лучшему игроку, команде и тренеру года. Совет планировал возобновить праздник в прежнем виде после Чемпионата мира 2011 года.
Номинации:
- Игрок года
- Команда года
- Тренер года
- Команда года по регби-7
- Игрок года в регби-7
- Юниор года
- Женщина года
- Награда рефери за выдающуюся деятельность
- Награда Вернона Пью за выдающуюся деятельность
- Развитие
- Дух регби

На ежегодной церемонии Международная ассоциация игроков регби присуждает награды в номинациях:
- Попытка года
- За особые заслуги

В прошлом также существовали номинации:
- Игрок года (до 21 года)
- Игрок года (до 19 лет)
- Награда председателю

Список номинантов (для наград, подразумевающих их наличие) составляется независимыми судьями, в прошлом — игроками международного класса. На повторном собрании коллегии выбираются победители в каждой категории. На данный момент в состав коллегии входят Джонатан Дэвис, Уилл Гринвуд, Гевин Гастингс, Майкл Джонс, Дэн Лайл, Федерико Мендес, Франсуа Пинар, Фабьен Галтье, Кит Вуд и председательствующий Джон Илс. В общей сложности указанные эксперты имеют более пятисот выступлений на международном уровне.
В 2006 году был учрёждён Зал славы совета (англ. IRB Hall of Fame). Первыми его резидентами стали Уильям Уэбб Эллис и Школа регби (англ. Rugby School). В 2007 году в Зал были введены Пьер де Кубертен, Дэни Крэйвен, Джон Илс, Гарет Эдвардс и Уилсон Уайнрей. В следующем году почётный список пополнили сборная аборигенов Новой Зеландии (1888-89) и её организатор Джо Уорбрик, Джек Кайл, клуб «Мелроуз» и Нед Хэйг (за их участие в создании регби-7), а также Уго Порта и Филипп Селла.